# Cochemiea mazatlanensis
Cochemiea mazatlanensis es una especie de planta suculenta perteneciente al género Cochemiea, dentro de la familia Cactaceae. Es endémica del oeste de México y anteriormente se le conocía como Mammillaria mazatlanensis.

## Descripción

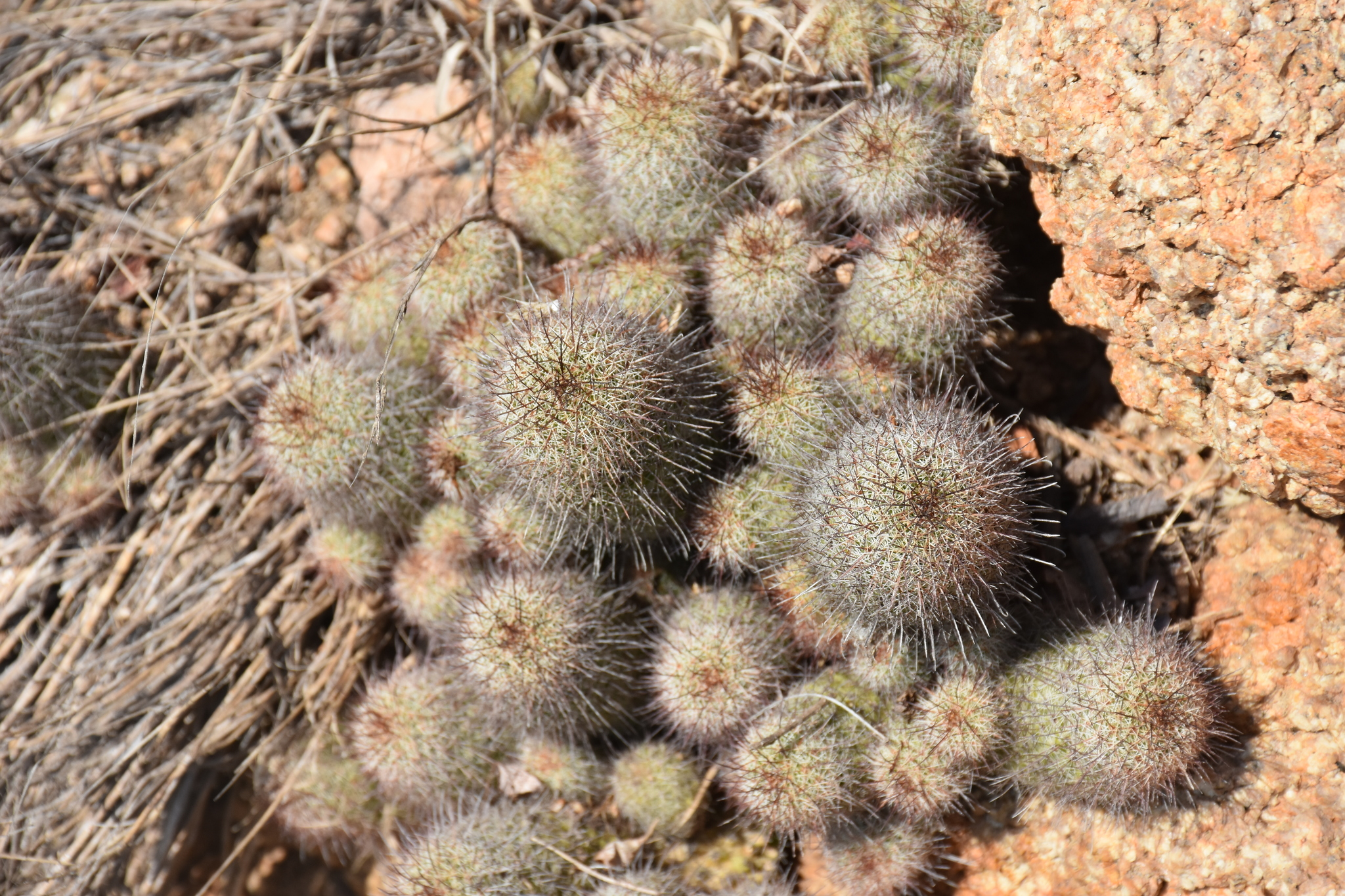
Vista de la planta

Cochemiea mazatlanensis es una especie de cactus corto columnar, de color verde grisáceo, que se ramifica desde la base y forma grupos más grandes. Los tallos miden de 4 a 15 cm de largo y de 2 a 5 cm de diámetro. 
Los tallos están cubiertos de tubérculos cónicos, de 3 a 4 mm de largo, dispuestos en espiral, no contienen savia lechosa (látex) y poseen axilas (espacio que hay entre los tubérculos) generalmente desnudas o con una o dos cerdas cortas. Sobre ellos se asientan areolas donde se distinguen de 1 a 4 espinas centrales de color marrón rojizo, de 0,8 a 1,5 cm de largo y donde alguna de ellas tiene forma de gancho. También tienen de 12 a 18 espinas radiales de color blanco, rectas y de 0,5 a 1 cm de largo.

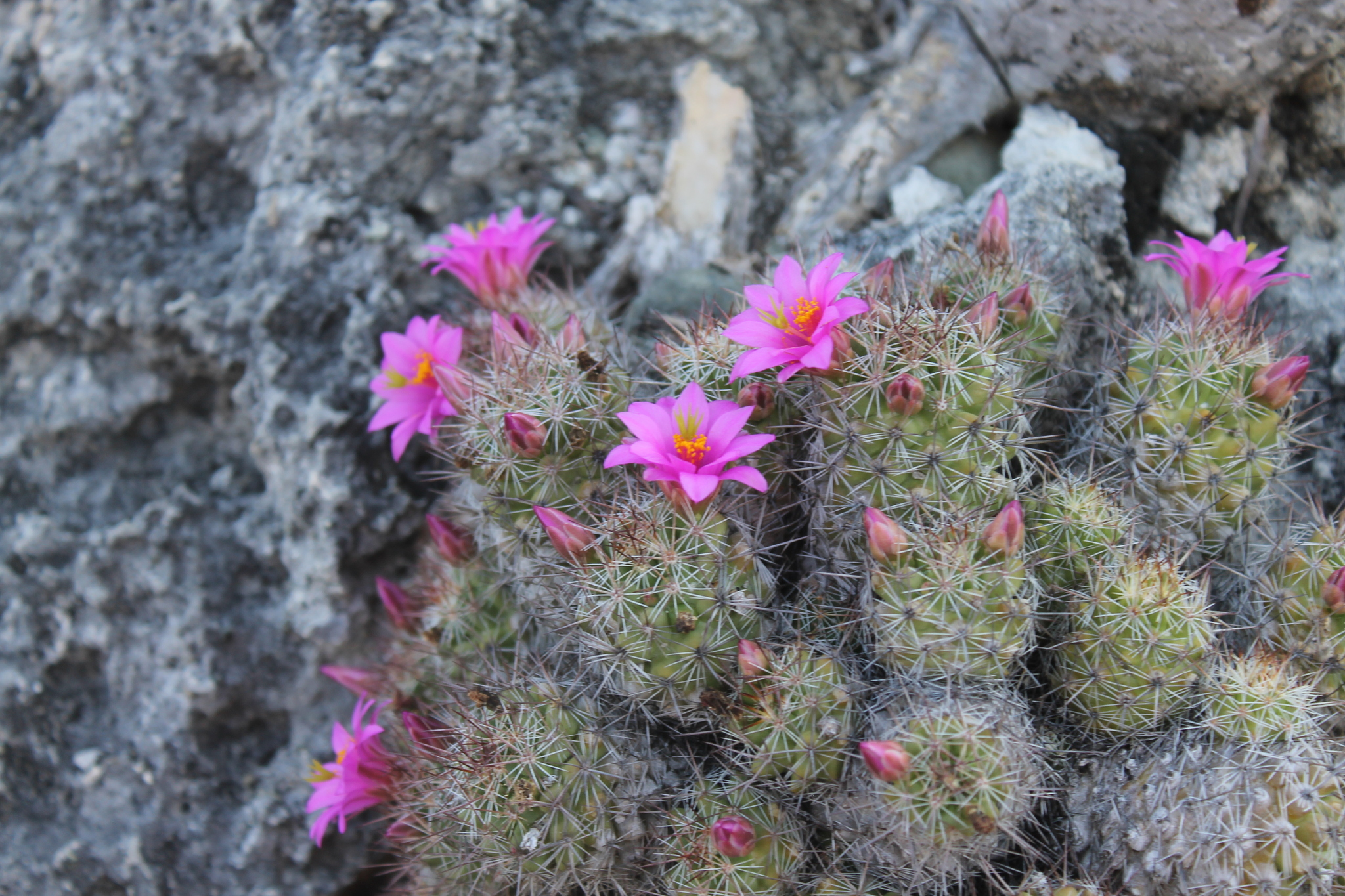
Planta en flor

Las flores son tubulares y miden de 3 a 4 cm de largo y 3 cm de diámetro. Son de color carmín a rosa púrpura y autoestériles. Los frutos son de color amarillo rojizo o marrón y tienen en su interior semillas de color negro.

## Distribución y hábitat

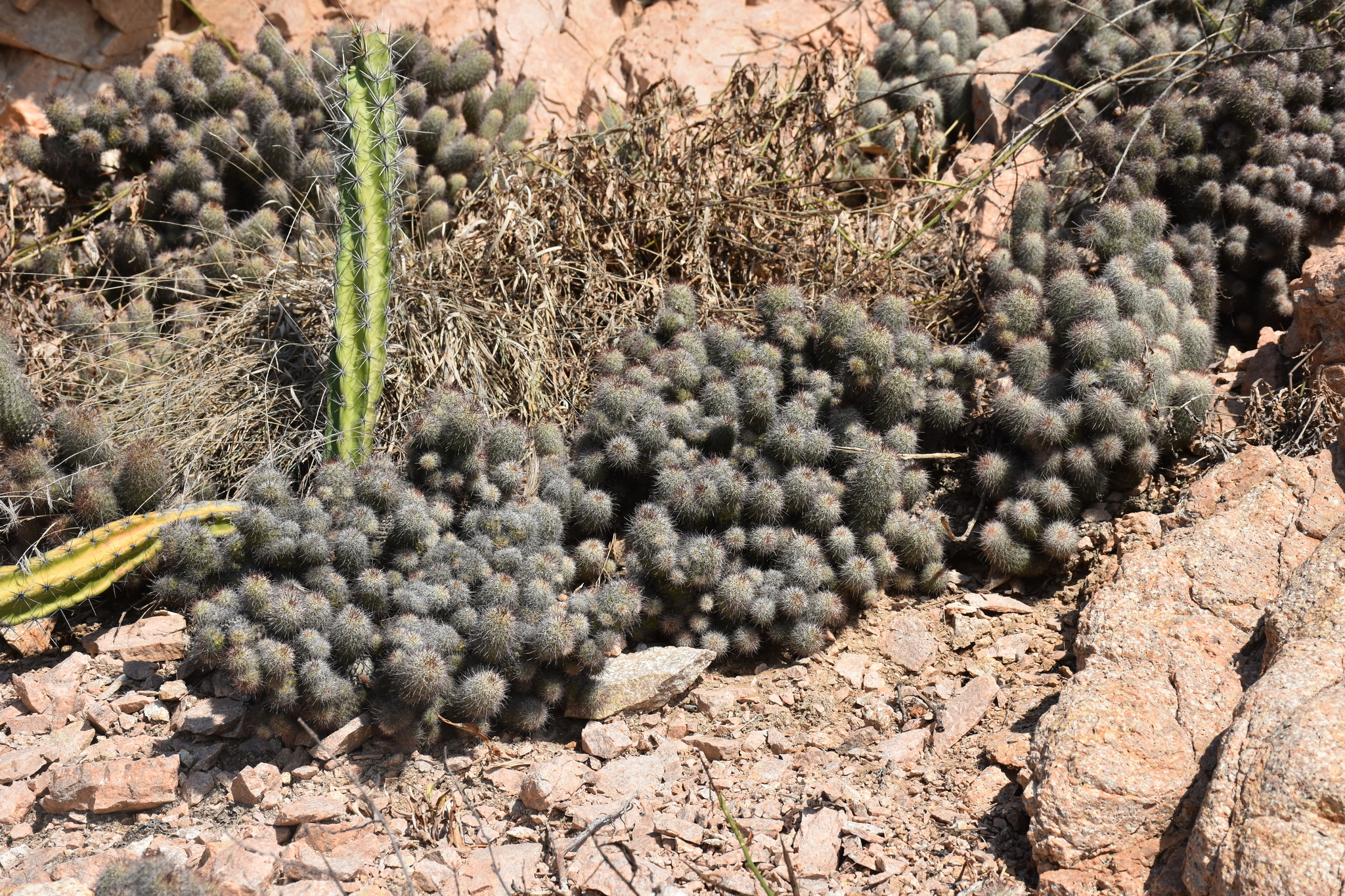
En su hábitat

El área de distribución nativa de esta especie es el oeste de México y crece principalmente en biomas desérticos o de matorrales secos, entre los 0 y 500 metros sobre el nivel del mar.

## Taxonomía
La primera descripción de esta especie fue como Mammillaria mazatlanensis , publicada en 1901 por el botánico alemán Karl Moritz Schumann en la revista científica Monatsschrift für Kakteenkunde 11: 154.
Posteriormente, los botánicos David Aquino y Daniel Sánchez colocaron la especie en el género Cochemiea, pasando a llamarse Cochemiea mazatlanensis y anotando estos cambios en la revista científica PhytoKeys 188: 128 en el año 2022.
Etimología
- Cochemiea: nombre genérico que hace referencia a la tribu indígena Cochimí, que en el pasado ocupó un gran territorio de Baja California y cuya área es parte del área de distribución natural de este género.
- mazatlanensis: epíteto específico que hace referencia a la localidad de Matehuala (México), lugar donde se encuentra la especie.[4]

Sinonimia
- Chilita mazatlanensis (K.Schum.) Orcutt (1926)
- Chilita occidentalis (Britton & Rose) Orcutt (1926)
- Ebnerella mazatlanensis (K.Schum.) Buxb. (1951)
- Ebnerella occidentalis (Britton & Rose) Buxb. (1951)
- Escobariopsis mazatlanensis (K.Schum.) Doweld (2000)
- Escobariopsis mazatlanensis subsp. patonii (Bravo) Doweld (2000)
- Mammillaria littoralis K.Brandegee (1908)
- Mammillaria mazatlanensis K.Schum. (1901)
- Mammillaria mazatlanensis var. monocentra R.T.Craig (1945)
- Mammillaria mazatlanensis var. occidentalis (Britton & Rose) Neutel. (1986)
- Mammillaria mazatlanensis subsp. patonii (Bravo) D.R.Hunt (1998)
- Mammillaria mazatlanensis f. patonii (Bravo) Neutel. (1986)
- Mammillaria mazatlanensis f. sinalensis (R.T.Craig) Neutel. (1986)
- Mammillaria occidentalis (Britton & Rose) Boed. (1933)
- Mammillaria occidentalis var. patonii (Bravo) R.T.Craig (1945)
- Mammillaria occidentalis var. sinalensis R.T.Craig (1945)
- Mammillaria patonii (Bravo) Werderm. (1931)
- Mammillaria patonii var. sinalensis (R.T.Craig) Backeb. (1961)
- Neomammillaria mazatlanensis (K.Schum.) Britton & Rose (1923)
- Neomammillaria occidentalis Britton & Rose (1923)
- Neomammillaria patonii Bravo (1931)
- Neomammillaria sinaloensis Rose (1929)

## Estado de conservación
En la Lista Roja de Especies Amenazadas de la UICN, la especie está clasificada como de “Preocupación Menor (LC)”.

## Usos
Se cultiva principalmente como planta ornamental y su propagación se realiza a través de esquejes o semillas.

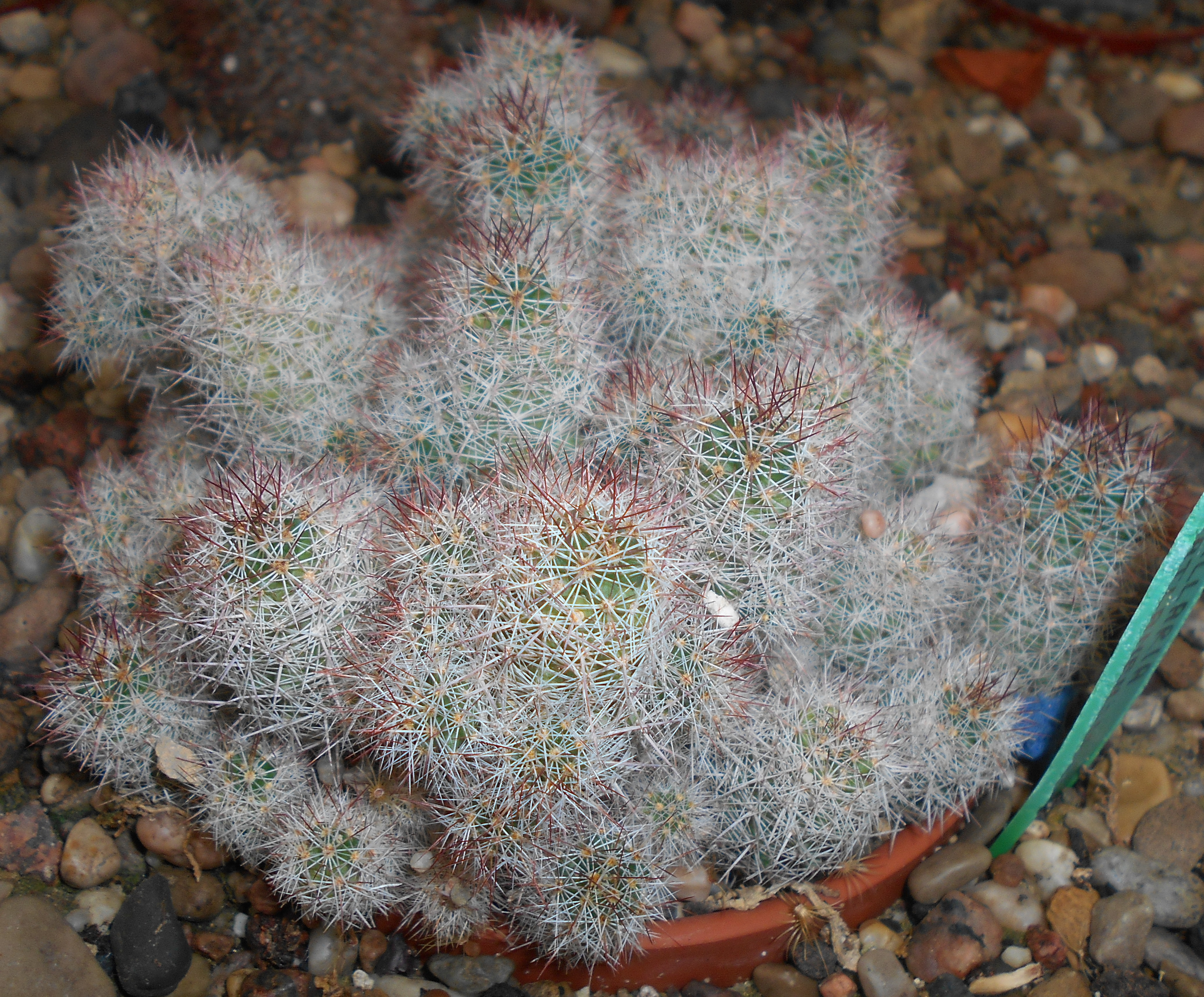
Grupo de plantas